# Laboulbenia hyalopoda
Laboulbenia hyalopoda är en svampart som tillhör divisionen sporsäcksvampar, och som beskrevs av De Kesel. Laboulbenia hyalopoda ingår i släktet Laboulbenia, och familjen Laboulbeniaceae. Arten är reproducerande i Sverige.